# Selo pri Moravčah
Selo pri Moravčah – wieś w Słowenii, w gminie Moravče. W 2018 roku liczyła 72 mieszkańców.